# آزولا
آزولا یا سرخس آبی (Azolla filiculoides) یک گونه از آزیریان بومی مناطق معتدل و گرمسیری آمریکا و همچنین بسیاری از مناطق بر قدیم از جمله آسیا و استرالیا است.
آزولا سرخس شناور آزادی است که معمولاً در آب‌های راکد و آرام نهرها، تالاب‌ها و شالیزارها از نواحی معتدله گرفته تا نواحی گرمسیری یافت می‌شود. این گیاه با ریشه‌های نازکی که دارد همانند فرشی است که روی سطح آب گسترش پیدا کرده‌است.
برگ‌های این گیاه، ظریف و کوچک و حساس است و بسته به اینکه در چه مقطعی از زمان رشد کرده باشد رنگ‌های متفاوتی دارند؛ مثلاً هنگامی که گیاه در آستانهٔ رشد است رنگ آن سبز مغز پسته‌ای است و کم‌کم رنگ آن تیره شده و گاهی قرمز و نقره‌ای هم می‌شود. این گیاه می‌تواند در عرض دو تا سه روز به دو برابر میزان خود برسد. آزولا به شوری آب حساس است و در آب دریا از بین می‌رود.

## چالش بزرگ زیست‌محیطی در ایران
این گیاه در سال ۱۳۶۰ برای بهبود محصول شالیزارهای برنج از فیلیپین به ایران آورده شد اما در سال‌های اخیر در مناطق شمالی ایران این گیاه به صورت آفت و بلایی برای اراضی زراعی برنج و مناطق مردابی درآمده است زیرا با ایجاد پوششی متراکم در برکه‌ها و مرداب‌ها مانع رسیدن نور خورشید به آنجا شده و مانع رشد دیگر ارگان‌های حیاتی مردابی می‌گردد.
تالاب انزلی که یکی از زیست‌بوم‌های (اکوسیستم) باارزش خاورمیانه محسوب می‌شود و هر سال پذیرای پرندگان مهاجر کم‌نظیر دنیاست این روزها به‌دلیل ورود گیاهان غیربومی نظیر سنبل آبی و آزولا، به شور بختی گرفتار شده و این بخت بد هم‌اکنون در انتظار خزر به سر می‌برد که پذیرنده نهایی تمام آلودگی‌های تالاب انزلی است.
ریشه‌های آویزان و نازک و درهم تنیده این گیاه در آب، به‌سادگی این توان را به آن می‌دهد که جابجا شده و با جریان آب بآسانی به جای دیگر روند؛ این ویژگی به همراه توان رویش سرسام آور این گیاه _که در بازه زمانی دو تا سه روز به دو برابر اندازه و گستره پیشین خود می‌رسد_ مایه پراکندگی فراگیر و شتابان آن شده‌است. ریشه‌های سرگردان جلبک، همه یا بیشتر مواد معدنی سودمند آب را گرفته و برای رویش و گسترش طبیعی خود بکار می‌گیرد؛ هنگامی که نور به درون آب رخنه نکند و مواد غذایی هم که نباشد (یا کم باشد) دیگر از رشد گیاهان آبزی دیگر و همچنین دیگر آبزیان همچون فیتوپلانگتونها خبری نیست. با توقف یا کند شدن رشد این آبزیان سودمند، درون آب اکسیژنی ساخته نخواهد شد و از همین رو جانوران آبزی مانند ماهی‌ها و موجودات ذره بینی توان رشد و تکثیر را از دست داده و روند نابودی را در پیش می‌گیرند. به جای آن، سامانه‌های بی هوازی آغاز به کار کرده و مرداب یا برکه را کم‌کم به سیاهچاله‌هایی بدبو و زیست ناپذیر، تبدیل می‌کنند. از سوی دیگر هم‌زمانی که مردابها خالی از جانداران آبزی گردند، دیگر پناهگاه خوبی برای پرندگان مهاجر نخواهند بود.

## ویژگی‌ها
آزولا ارتباط همزیستی با باکتری‌های تثبیت‌کننده ازت برقرار می‌سازد. هر گیاه آزولا عموماً برگ‌شاخه خوانده می‌شود و شامل یک ساقه اصلی است که از سطح آب رشد می‌کند. برگ‌شاخه آزولا دارای برگ‌های متناوب و ریشه‌های نابجا در فواصل منظم بر روی ساقه اصلی می‌باشد و ساقه‌های ثانویه از محور برخی برگ‌ها توسعه می‌یابند. برگشاخه‌های آزولا به شکل سه‌گوش یا چندوجهی هستند و به حالت منفرد یا جمعی به صورت شناور بر سطح آب قرار می‌گیرند.
گیاه آزولا در گونه‌های کوچک نظیر A.pinnata به قطرهای ۱، ۲ و ۵ سانتی‌متر و در گونه‌های بزرگتر نظیر A.nilotica به قطر بیش از ۱۵ سانتی‌متر دیده می‌شوند. محل اتصال هر شاخه دارای یک لایه جدا کننده‌است که اهمیت به‌سزایی در تکثیر رویشی گیاه مزبور دارد.
آزولا به صورت جانبی گسترش می‌یابد و تا پوشاندن تمامی سطح آب به رشد ادامه می‌دهد. رشد سریع آزولا در بسیاری از مواقع به معضلات زیست‌محیطی تبدیل می‌گردد. بررسی‌ها نشان می‌دهند که گونه "A.pinnata" بیوماس خود را ضمن ۵–۳ روز در شرایط آزمایشگاهی به دو برابر می‌رساند امّا برای این منظور در شرایط مزرعه‌ای به ۱۰–۵ روز نیازمند است. ضخیم شدن لایه آزولا موجب کاهش دسترسی گیاه به آب و عناصر غذایی محلول می‌شود و ریشه‌های آزولا قادر به نفوذ به لایه‌های زیرین نخواهند بود. همچنین لایه‌های زیرین آزولا از نور کمتری برخوردار می‌گردند از این‌رو بدینطریق از رشد گیاه کاسته می‌گردد.

## نگارخانه

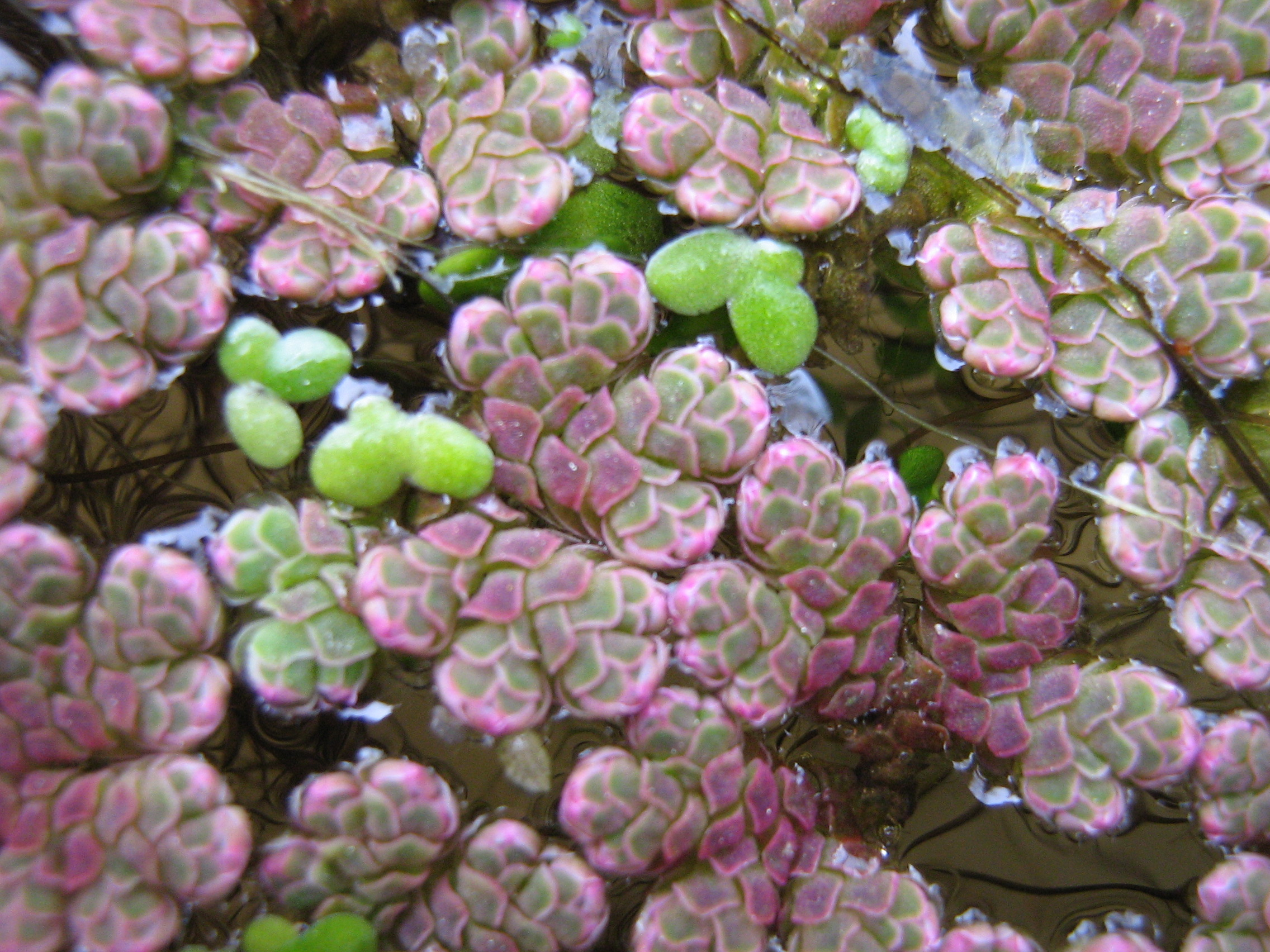
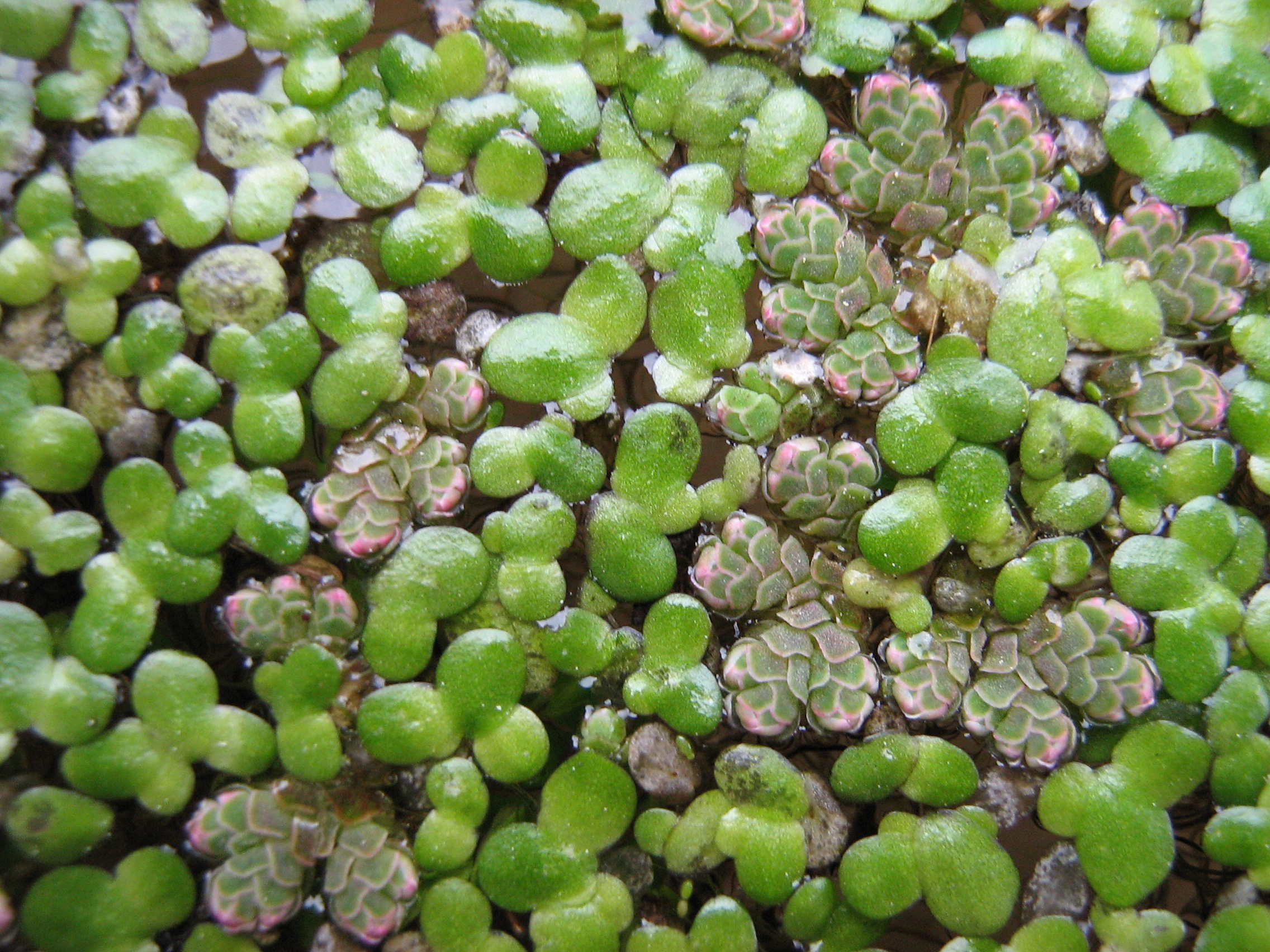
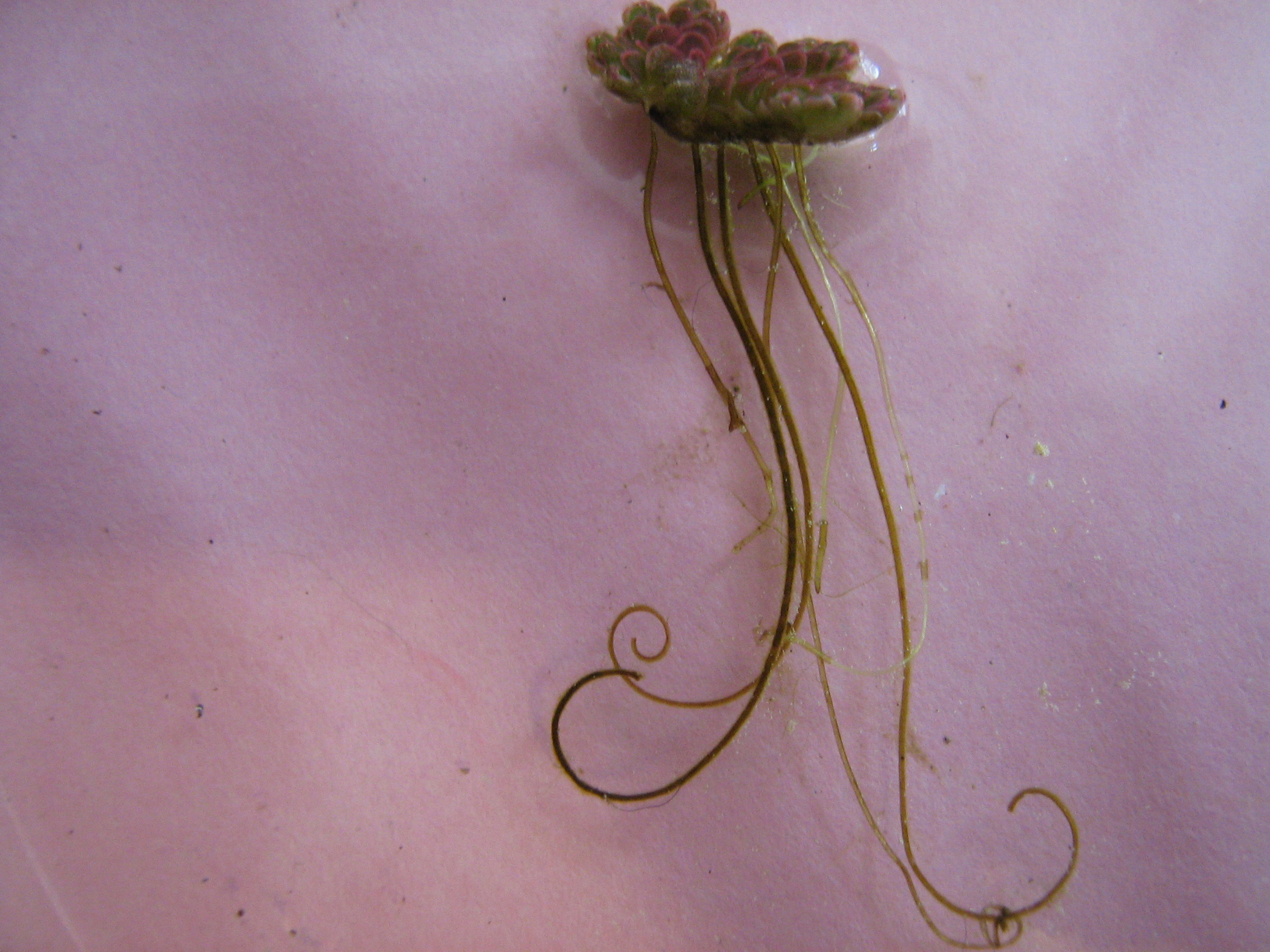